# 疊字

由四「龍」所組成的汉字

疊字是指以同一文字重疊複合而成的漢字，大致可分為二字疊、三字疊、四字疊、五字疊等類別，大類下依照組字方向可再分為小類。在意義上，通常是用以表達被重複文字的「累加」與「大量」之意，或者藉以引申強調被重複文字的特性。因此以六書分類而言，大多數的疊字都是屬於會意字。
中文漢字中筆劃最多的文字皆為疊字，為64劃，共有兩個，一個是由四「龍」所組成：，另一個是由四個「興」所組成：。𰻝𰻝面中的合文“𰻞”字有部分写法超过64画，但被Unicode收录的版本只有58画。
日文漢字中筆劃最多的文字則是由「䨺」和「龘」兩個疊字相疊而成，計84劃：。

## 疊字列表

### 二字疊

#### 左右叠
廾 艸 竹 双 林 玨 𤤴 昍 朋 牪 玆 甡 砳 棘 絲 兟 皕 聑 兢 赫 覞 豩 賏 踀 虤 雔 競 囍 从 兓 厸 吅 喆 夶 巜 弜 斦 槑 歰 炏 祘 竝 竸 誩 辡 鍂 騳 龖 㐨 㐩 㒭 㒹 㚁 㚘 㚡 㝇 㣈 㯥 㱛 㲎 㸞 㹜 㼌 㽬 㿟 䀠 䎜 䖵 䡛 䣈 䪭 䲆 𣊫     

#### 上下疊
二 爻 圭 吕 多 炎 戔 哥 芻 棗 亖 仌 畕 昌 㕕 㕛 㚣     

#### 其他
闁

### 三字疊

#### 左右疊
川 卅 巛 雦 㴇        

#### 上下疊
三  

#### 三角疊
卉 鑫 森 淼 焱 垚 犇 羴 鱻 蟲 猋 劦 品 姦 芔 晶 骉 驫 惢 掱 毳 磊 畾 皛 聶 轟 赑 贔 矗 雥 馫 麤 龘 众 刕 厵 厽 叒 嚞 壵 孨 尛 歮 瞐 𤾩 舙 譶 靐 飍 飝 灥 㐂 㽓 䆐 䖃 䨺           

#### 其他
㐺 晿 㷋   

### 四字疊

#### 左右疊
卌 𠦌

#### 上下疊
亖

#### 四方疊
井 㸚 叕   㗊 㠭 茻    㵘 朤 燚                         

#### 其他
㙓 𣛧 𥗐

## 類似疊字的漢字
以下為類似疊字或不可拆分的漢字，作為參考之用。
川 出 州 羽 串 弱 册 丽 彡 

## 外部連結
- GlyphWiki - 品字様 （页面存档备份，存于）（日語）